# Paratrissocladius acuminatus
Paratrissocladius acuminatus är en tvåvingeart som först beskrevs av Edwards 1931.  Paratrissocladius acuminatus ingår i släktet Paratrissocladius och familjen fjädermyggor. Inga underarter finns listade i Catalogue of Life.